# In Solitude
In Solitude – portugalski zespół wykonujący heavy metal. Powstał w Porto w 1995. Od 2011 działa pod nazwą Nethergod.

## Członkowie

### Obecny skład
- Sérgio Martins - śpiew (od 1995)
- Paulo Camisa	 - gitara (od 1999)
- Lisa Amaral - keyboard (od 1995)
- Hugo Moreira - perkusja (od 2002)
- Eduardo Neves - gitara basowa (od 2003)

### Byli członkowie
- Augusto Peixoto - perkusja (1995 - 1999)
- Eduardo Borges - gitara basowa (1995 - 1999)
- Tiago Sousa - gitara (1995 - 1999)
- Paulo Camisa - gitara (1999 - 2001)
- Hugo Moreira - perkusja (2002 - 2003)
- Rogério Campos - gitara basowa (2002 - 2003)[2]

## Dyskografia
- Reflections (1996, demo)
- Children of the Dark (1996, demo)
- Promo '98 (1998, demo)
- Eternal (1998, demo)
- Opus: Universe (2000, LP)
- Nethergod (2004, LP)[1][2]